# Gustav Friedrich Waagen

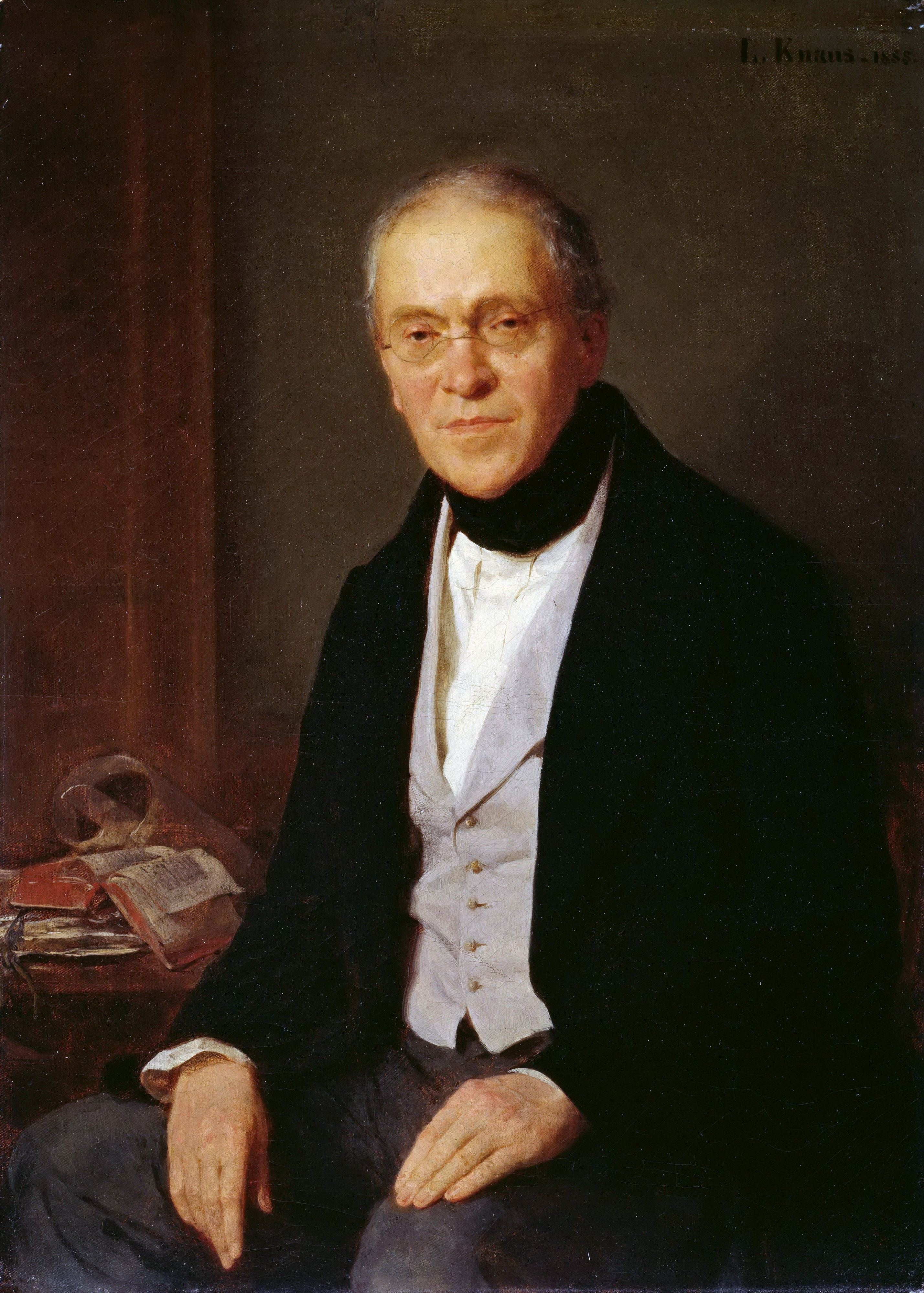
Gustav Friedrich Waagen, Porträt von Ludwig Knaus, 1855

Gustav Friedrich Waagen (* 11. Februar 1794 in Hamburg; † 15. Juli 1868 in Kopenhagen) war ein deutscher Kunsthistoriker.

## Leben
Waagen wurde 1794 in Hamburg als Sohn des Malers Friedrich Ludwig Heinrich Waagen (1750–1825) and seiner Frau Johanna Louise Alberti († 1807) geboren. G. F. Waagens Mutter war eine Tochter des Hamburger Pastors Alberti, ihre Schwester Amalie (1769–1837) wurde 1798 die Ehefrau von Ludwig Tieck. Sein jüngerer Bruder Carl (1800–1873) und dessen Sohn Adalbert (1833–1898) waren ebenfalls Maler.

Porträtzeichnung von Franz Krüger, Zeitschrift für bildende Kunst Band 16 (1882), S. 340.

G. F. Waagen begann 1812 ein Studium an der Universität Breslau, trat 1813 als Freiwilliger in das preußische Heer ein, setzte nach dem Ende der Feldzüge zu Breslau, Dresden, Heidelberg und München sein Studium in Breslau fort und widmete sich vor allem philosophischen und geschichtlichen Studien. Schon früh entdeckte er seine Leidenschaft für die Kunstgeschichte. Er unternahm eine größere Reise in die Niederlande und machte erstmals durch die Schrift Über Hubert und Johann van Eyck (Breslau 1822) auf sich aufmerksam. 1821 wurde er als korrespondierendes Mitglied in die Bayerische Akademie der Wissenschaften aufgenommen. 1823 wurde er nach Berlin berufen, um sich an der Einrichtung des dortigen Museums zu beteiligen. 1824 bereiste er mit Carl Friedrich Schinkel Italien. 1828 trat er in die Berliner Museumskommission ein und verfasste den amtlichen Katalog der Gemäldegalerie, deren Direktor er von 1830 bis 1864 war. Nach längeren Studienreisen durch Frankreich und England veröffentlichte er drei Bände über Kunstwerke und Künstler in England und Paris (Berlin 1837–1839), die auch in einer erweiterten (und besser bekannten) englischen Ausgabe unter dem Titel The Treasures of Art in Great Britain (3 Bände, London 1854) erschienen. Hierzu kam 1857 noch der Supplementband Galeries and Cabinets of Art in Great Britain heraus.
Im Anschluss an eine Reise nach Süddeutschland und durch das Elsass erschienen die Kunstwerke und Künstler in Deutschland (2 Bände, Leipzig 1843–45). In den Jahren 1841–42 war Waagen in Italien mit Ankäufen für das Berliner Museum beschäftigt. In die folgenden Jahre fallen Reisen nach London (1851), Paris (1855), Manchester (1857) zu den dortigen Ausstellungen, über die er Bericht erstattete, und viele kleinere Schriften. 1862 erschien in Stuttgart das Handbuch der deutschen und niederländischen Malerschulen, ferner nach mehreren Reisen nach Russland Die Gemäldesammlung der kaiserlichen Eremitage zu St. Petersburg (München 1864) und Die vornehmsten Kunstdenkmäler in Wien (2 Bände, Wien 1866–67). Seine verstreuten Aufsätze erschienen gesammelt in den Kleinen Schriften (hrsg. von Alfred Woltmann, Stuttgart 1875).
Seit 1844 lehrte Waagen als außerordentlicher Professor als erster Professor für Kunstgeschichte unbezahlt an der Berliner Universität. Von 1849 bis 1851 war er korrespondierendes Mitglied der Königlich Niederländischen Akademie der Wissenschaften. Die Académie royale des Sciences, des Lettres et des Beaux-Arts de Belgique nahm ihn 1847 als assoziiertes Mitglied auf.
Waagen besaß eine sehr umfassende Denkmälerkenntnis und verband damit einen für die damalige Zeit großen kritischen Scharfblick. Seine Bücher sind heute vor allem als Informationsquelle über die privaten Kunstsammlungen des 19. Jahrhunderts von Nutzen. Auch im hohen Alter reiste er viel und begutachtete Sammlungen, etwa die Gemäldegalerie in Oldenburg im Herbst 1867. Er starb am 15. Juli 1868 auf einer Reise in Kopenhagen.
Der Geologe Wilhelm Heinrich Waagen (1841–1900) und der bayerische Generalmajor Gustav Waagen (1832–1906) waren seine Neffen.